# Regiones de Guerrero
| Costa Grande Acapulco Costa Chica Tierra Caliente Centro Montaña Norte |

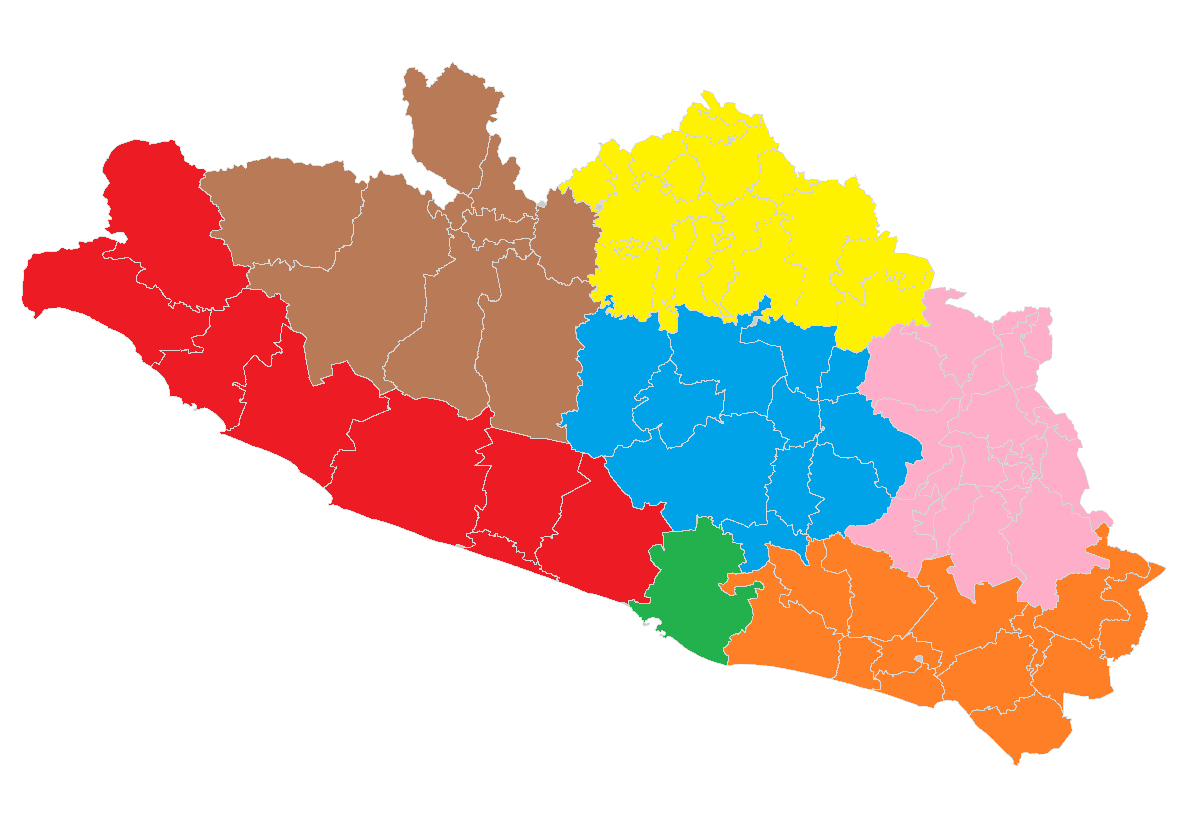
Mapa de las Regiones del Estado de Guerrero.

Las regiones del estado de Guerrero son las divisiones geoculturales en las que se divide el estado de Guerrero establecidas desde 1942. Existen 7 regiones en el estado, Acapulco, Costa Chica, Costa Grande, Centro, La Montaña, Norte y Tierra Caliente
Además actualmente se encuentra en proceso el programa para la creación de una octava región en el estado de Guerrero, denominada La Sierra que estará conformada por 14 municipios, 1,287 comunidades y 14,500 habitantes con una extensión territorial de 15, 779 Km². De esta manera se sienta el precedente de la relevancia de atender a la Sierra partiendo del reconocimiento, aún pendiente, de la Sierra como una región.

## Historia
En 1942, el general Héctor F. López Mena, al escribir el Diccionario geográfico, histórico, biográfico y lingüístico del estado de Guerrero, dividió la entidad en tres regiones: Sierra, Cuenca del Balsas o Tierra Caliente, y Costas (Grande y Chica). En 1949, en su estudio Guerrero económico, don Moisés de la Peña propuso tres regiones geográficas: Costa, Tierra Caliente y La Montaña, y Sierra y coyuca de Benítez.
Al escribir la Geografía ilustrada, histórica escolar del estado de Guerrero, el profesor Gonzalo N. Ramírez definió siete regiones naturales: Costa Grande, Costa Chica, Mixteco Tlapaneca, Centro, Sierra, Tierra Caliente y Norte. Escrito antes de 1949, el texto ofrece un punto de vista muy cercano a la división regional que hoy conocemos.
Don Alejandro Paucic, en la Geografía general del estado de Guerrero, publicada en 1980, consignó cinco regiones geoeconómicas: Tierra Caliente, Norte, Oriental, Central y Costa (Grande y Chica). La Secretaría de Planeación y Presupuesto del estado de Guerrero, al publicar en 1985 la Geografía física del estado de Guerrero, delimitó seis regiones físicas: Norte, Tierra Caliente, La Montaña, Centro, Costa Grande y Costa Chica (a esta última pertenecía Acapulco).
La Secretaría de Educación Pública dio el nombre de «regiones geoculturales» a los seis espacios en que dividieron el territorio estatal: Norte, Tierra Caliente, Valles Centrales o región Centro, La Montaña, Costa Grande y Costa Chica. El Centro Nacional de Estudios Municipales (dependencia de la Secretaría de Gobernación) estableció en 1988 la división en siete regiones geoeconómicas: Norte, Tierra Caliente, Centro, La Montaña, Costa Grande, Costa Chica y Acapulco.
A principios del 2015 se creó una iniciativa para crear una nueva región llamada Sierra. Sus municipios se tomaran de las regiones Tierra Caliente, Costa Grande y Región Centro, además de la creación de otros 4 municipios, pasando de 81 a 85 municipios en el estado en un futuro próximo.
Finalmente, en 2023, el H. Cogreso del estado de Guerrero autorizó la creación inmediata de los nuevos 4 municipios (Las Vigas, Ñuu Savi, Santa Cruz del Rincón y San Nicolás).

## Regiones
Las 8 regiones de Guerrero conforman en su totalidad los 85 municipios del estado. En sombreado se resalta la capital o cabecera de cada región.

### Costa Grande
La Región Costa Grande, compuesta por ocho municipios. Se extiende desde el Río Balsas hasta el Puerto de Acapulco. La mayoría de los habitantes de esta región se encuentran en las ciudades de Atoyac, Tecpan, Zihuatanejo, Petatlán, La Uníón y Coahuayutla, lugar donde han conservado el peculiar "Baile de la Tabla". Las aguas de los numerosos ríos que bajan de la sierra son aprovechadas para la agricultura y la ganadería. En las lagunas y el océano se pescan numerosas especies acuáticas. El comercio y la industria también son importantes en la región, sobre todo, el turismo, por el gran impulso que se le ha dado a Ixtapa-Zihuatanejo. Su capital regional es la ciudad de Zihuatanejo.
| Municipios de la Región Costa Grande |                                   |                         |
|                                      |                                   |                         |
| Clave                                | Municipio                         | Cabecera                |
| 011                                  | Atoyac de Álvarez                 | Atoyac de Álvarez       |
| 014                                  | Benito Juárez                     | San Jerónimo de Juárez  |
| 016                                  | Coahuayutla de José María Izazaga | Coahuayutla de Guerrero |
| 021                                  | Coyuca de Benítez                 | Coyuca de Benítez       |
| 038                                  | Zihuatanejo de Azueta             | Zihuatanejo             |
| 068                                  | La Unión de Isidoro Montes de Oca | La Unión                |
| 048                                  | Petatlán                          | Petatlán                |
| 057                                  | Técpan de Galeana                 | Técpan de Galeana       |

### Acapulco
La región Acapulco, compuesta solo por el municipio homónimo que fue separado de la Costa Chica debido al desarrollo que tenía a diferencia del resto de la región; en la actualidad se ha convertido en el centro económico más importante del estado. La región Acapulco colinda al norte con Chilpancingo de los Bravo y Juan R. Escudero, al este con San Marcos y al oeste con Coyuca de Benítez. Es la región más poblada del estado. La principal actividad económica de este es el turismo.
| Municipio de la Región Acapulco |                    |                    |
|                                 |                    |                    |
| Clave                           | Municipio          | Cabecera           |
| 001                             | Acapulco de Juárez | Acapulco de Juárez |

### Costa Chica
La Región Costa Chica, compuesta por dieciocho municipios. Costa chica es una larga llanura que empieza al este de Acapulco y llega hasta el estado de Oaxaca. En las fiestas "costachiquenses" no puede faltar el baile de "La Chilena". En la región se conservan también danzas Los Apaches y la afromexicana Los Diablos. Los negros, indígenas y mestizos costachiquenses conviven. Cultivan cocoteros, jamaica y árboles frutales. También se dedican al cuidado del ganado, la elaboración de piloncillo y aguardiente así como machetes. Su capital regional es la ciudad de Ometepec.
| Municipios de la Región Costa Chica |                      |                      |
|                                     |                      |                      |
| Clave                               | Municipio            | Cabecera             |
| 012                                 | Ayutla de los Libres | Ayutla de los Libres |
| 013                                 | Azoyú                | Azoyú                |
| 018                                 | Copala               | Copala               |
| 023                                 | Cuajinicuilapa       | Cuajinicuilapa       |
| 025                                 | Cuautepec            | Cuautepec            |
| 030                                 | Florencio Villarreal | Cruz Grande          |
| 036                                 | Igualapa             | Igualapa             |
| 046                                 | Ometepec             | Ometepec             |
| 052                                 | San Luis Acatlán     | San Luis Acatlán     |
| 053                                 | San Marcos           | San Marcos           |
| 056                                 | Tecoanapa            | Tecoanapa            |
| 062                                 | Tlacoachistlahuaca   | Tlacoachistlahuaca   |
| 071                                 | Xochistlahuaca       | Xochistlahuaca       |
| 077                                 | Marquelia            | Marquelia            |
| 080                                 | Juchitán             | Juchitán             |
| 082                                 | Las Vigas            | Las Vigas            |
| 083                                 | San Nicolás          | San Nicolás          |
| 084                                 | Ñuu Savi             | Ñuu Savi             |

### Tierra Caliente
La Región Tierra Caliente, compuesta por nueve municipios. Colinda con los estados de Michoacán y México. Se cultiva maíz, frijol, ajonjolí, sorgo, melón, sandía, otras frutas y hortalizas. Algo que distingue a la Tierra Caliente es su producción de joyas de oro, sombreros y huaraches. Ciudad Altamirano es la ciudad más poblada de la región. La capital de la región es la ciudad de Coyuca de Catalán.
| Municipios de la Región Tierra Caliente |                         |                         |
|                                         |                         |                         |
| Clave                                   | Municipio               | Cabecera                |
| 003                                     | Ajuchitlán del Progreso | Ajuchitlán del Progreso |
| 007                                     | Arcelia                 | Arcelia                 |
| 022                                     | Coyuca de Catalán       | Coyuca de Catalán       |
| 027                                     | Cutzamala de Pinzón     | Cutzamala de Pinzón     |
| 050                                     | Pungarabato             | Ciudad Altamirano       |
| 054                                     | San Miguel Totolapan    | San Miguel Totolapan    |
| 064                                     | Tlalchapa               | Tlalchapa               |
| 067                                     | Tlapehuala              | Tlapehuala              |
| 073                                     | Zirándaro               | Zirándaro de los Chávez |

### Centro
La Región Centro, compuesta por trece municipios. Limita con la región Norte, los municipios costeros, la Montaña y Tierra Caliente. Muchos de los balones de fútbol y voleibol que se usan en el mundo se hacen en Chichihualco (localizada a unos 35 km al noroeste de la capital Chilpancingo). Chilapa es un importante centro comercial donde los indígenas nahuas asisten al tianguis dominical con sus tecolpetes o canastos cargados de frijol, chile, maíz, plátanos, piñas, guajolotes y otras cosas. Dan colorido a este tianguis los productos hechos de palma, carrizo, barro, madera y lana, así como los bellos trajes bordados por las hábiles manos de las artesanas de Acatlán. En esta región se viven intensamente las fiestas y tradiciones. El día del Santo Patrón, los barrios y comunidades se engalanan con tendidos de colores para recibir a los "Tlacololeros"; otras danzas vistosas son las de "Diablos" y "Moros Cabezones". Bonita tradición también es el "Porrazo del Tigre" en Chilpancingo. La capital regional de esta región es la ciudad de Chilpancingo.
| Municipios de la Región Centro |                            |                           |
|                                |                            |                           |
| Clave                          | Municipio                  | Cabecera                  |
| 002                            | Ahuacuotzingo              | Ahuacuotzingo             |
| 028                            | Chilapa de Álvarez         | Chilapa de Álvarez        |
| 029                            | Chilpancingo de los Bravo  | Chilpancingo de los Bravo |
| 032                            | General Heliodoro Castillo | Tlacotepec                |
| 039                            | Juan R. Escudero           | Tierra Colorada           |
| 040                            | Leonardo Bravo             | Chichihualco              |
| 042                            | Mártir de Cuilapan         | Apango                    |
| 044                            | Mochitlán                  | Mochitlán                 |
| 051                            | Quechultenango             | Quechultenango            |
| 061                            | Tixtla de Guerrero         | Tixtla de Guerrero        |
| 074                            | Zitlala                    | Zitlala                   |
| 075                            | Eduardo Neri               | Zumpango del Río          |
| 079                            | José Joaquín de Herrera    | Hueycantenango            |

### La Montaña
La Región de La Montaña, compuesta por veinte municipios. Colinda con Puebla en el norte, Oaxaca en el este, al sur la Costa Chica y al oeste la región Centro. La producción artesanal está representada por los artistas de Olinalá, cuyas cajitas de linaloe y sus famosas lacas son famosas en el mundo. Es común ver que los hombres de La Montaña lleven al hombro los gabanes de lana tejidos en Malinaltepec y Tlacoapa. Las indígenas, especialmente las mixtecas, bordan hermosos huipiles que lucen en su vida diaria. En esta región habita la mayor parte de los indígenas guerrerenses: nahuas, mixtecos y tlapanecos. Muchas de sus comunidades carecen de servicios. La capital regional es la ciudad de Tlapa.
| Municipios de la Región de La Montaña |                             |                          |
|                                       |                             |                          |
| Clave                                 | Municipio                   | Cabecera                 |
| 004                                   | Alcozauca de Guerrero       | Alcozauca de Guerrero    |
| 005                                   | Alpoyeca                    | Alpoyeca                 |
| 009                                   | Atlamajalcingo del Monte    | Atlamajalcingo del Monte |
| 010                                   | Atlixtac                    | Atlixtac                 |
| 020                                   | Copanatoyac                 | Copanatoyac              |
| 024                                   | Cualác                      | Cualác                   |
| 033                                   | Huamuxtitlán                | Huamuxtitlán             |
| 041                                   | Malinaltepec                | Malinaltepec             |
| 043                                   | Metlatónoc                  | Metlatónoc               |
| 045                                   | Olinalá                     | Olinalá                  |
| 063                                   | Tlacoapa                    | Tlacoapa                 |
| 065                                   | Tlalixtaquilla de Maldonado | Tlalixtaquilla           |
| 066                                   | Tlapa de Comonfort          | Tlapa de Comonfort       |
| 069                                   | Xalpatláhuac                | Xalpatláhuac             |
| 070                                   | Xochihuehuetlán             | Xochihuehuetlán          |
| 072                                   | Zapotitlán Tablas           | Zapotitlán Tablas        |
| 076                                   | Acatepec                    | Acatepec                 |
| 078                                   | Cochoapa el Grande          | Cochoapa el Grande       |
| 081                                   | Iliatenco                   | Iliatenco                |
| 085                                   | Santa Cruz del Rincón       | Santa Cruz del Rincón    |

### Norte
La Región Norte, compuesta por dieciséis municipios. Limita con los estados de México, Morelos y Puebla. En los últimos años han sido descubiertas en ella importantes zonas arqueológicas: Teopantecuanitlan y Paso Morelos. La elaboración de artesanías era casi exclusiva de los indígenas nahuas. En la actualidad se realiza en la mayoría de los municipios. Se producen artículos de barro, madera, cuero, joyería, ixtle, cestería y pintura en papel amate. Su capital regional es la ciudad de Iguala.
| Municipios de la Región Norte |                            |                            |
|                               |                            |                            |
| Clave                         | Municipio                  | Cabecera                   |
| 006                           | Apaxtla                    | Apaxtla de Castrejón       |
| 008                           | Atenango del Río           | Atenango del Río           |
| 015                           | Buenavista de Cuéllar      | Buenavista de Cuéllar      |
| 017                           | Cocula                     | Cocula                     |
| 019                           | Copalillo                  | Copalillo                  |
| 026                           | Cuetzala del Progreso      | Cuetzala del Progreso      |
| 031                           | General Canuto A. Neri     | Acapetlahuaya              |
| 034                           | Huitzuco de los Figueroa   | Ciudad de Huitzuco         |
| 035                           | Iguala de la Independencia | Iguala de la Independencia |
| 037                           | Ixcateopan de Cuauhtémoc   | Ixcateopan de Cuauhtémoc   |
| 047                           | Pedro Ascencio Alquisiras  | Ixcapuzalco                |
| 049                           | Pilcaya                    | Pilcaya                    |
| 055                           | Taxco de Alarcón           | Taxco de Alarcón           |
| 058                           | Teloloapan                 | Teloloapan                 |
| 059                           | Tepecoacuilco de Trujano   | Tepecoacuilco de Trujano   |
| 060                           | Tetipac                    | Tetipac                    |

### Sierra
Actualmente se encuentra en proceso el programa para la creación de una octava región en el estado de Guerrero, denominada La Sierra que estará conformada por 14 municipios, 1,287 comunidades y 14,500 habitantes con una extensión territorial de 15, 779 Km². De esta manera se sienta el precedente de la relevancia de atender a la Sierra partiendo del reconocimiento, aún pendiente, de la Sierra como una región.
De acuerdo con el gobierno con la creación de la octava región, se proponen abatir de la marginación a miles de comunidades que compondrán la Sierra, en las que habitan 145 mil 620 guerrerenses, abarcando 14 municipios de la zona Centro, Tierra Caliente y Costa Grande. Para darle solidez al proyecto, se crearán seis nuevos municipios con cabeceras en Vallecitos de Zaragoza de Zihuatanejo, Linda Vista de San Miguel Totolapan, Jaleaca de catalán de Chilpancingo de los Bravo, El Mameyal de Petatlán, El Paraíso de Atoyac de Álvarez y Yextla de Leonardo Bravo (Chichíhualco).